# Geanina Drăghici
Geanina Drăghici (n. 8 februarie 1989, în Slatina) este o handbalistă română care evoluează pentru CSM Slatina pe postul de coordonator de joc.
Drăghici a câștigat, la nivel de junioare cu LPS Slatina, trei medalii de aur (2004, 2006, 2007) și o medalie de argint (2006).

## Palmares
- Campionatul Național de Junioare I:
  -  Câștigătoare: 2007
  -  Medalie de argint: 2006

- Campionatul Național de Junioare II:
  -  Câștigătoare: 2006

- Campionatul Național de Junioare III:
  -  Câștigătoare: 2004